# Debinha
Débora Cristiane de Oliveira, meist einfach Debinha genannt (* 20. Oktober 1991 in Brasópolis), ist eine brasilianische Fußballnationalspielerin, die von 2017 bis 2022 in der National Women’s Soccer League für North Carolina Courage spielte.

## Karriere

### Verein
Debinha spielte von 2013 bis 2015 für drei Spielzeiten in der norwegischen Toppserien für Avaldsnes IL und sicherte sich dort in der Saison 2014 mit zwanzig Treffern die Torjägerkanone. Im Spätjahr 2014 ist sie zum São José EC ausgeliehen wurden, mit dem sie die Copa Libertadores Femenina und die vom japanischen Fußballverband ausgetragene Internationale Meisterschaft der Frauenvereine gewann. In beiden Wettbewerben hat sie jeweils ein Tor erzielt. Im Frühjahr 2016 wechselte sie zu Dalian Quanjian nach China, mit dem sie die chinesische Meisterschaft gewinnen konnte.
Am 5. Januar 2017 unterzeichnete sie einen Vertrag bei Western New York Flash für die kommende Saison in der National Women’s Soccer League. Nur einen Tag später ist dieses Team an einen neuen Besitzer verkauft wurden, der es unter dem Namen North Carolina Courage zur neuen Saison aufliefen ließ. 2018  und 2019 konnte sie mit NCC die Meisterschaft gewinnen und schoss dabei jeweils im Finale das erste Tor. 2020 wurde die Saison wegen der COVID-19-Pandemie nicht gestartet. Als Alternative wurde der NWSL Challenge Cup im Juni/Juli durchgeführt, bei dem NCC nach vier Spielen die Vorrundentabelle anführte, im Viertelfinale aber gegen den Tabellenletzten Portland Thorns FC mit 0:1 unterlag.
Am 9. Januar 2023 erhielt sie einen Zweijahresvertrag mit Option auf ein weiteres Jahr bei Kansas City Current.

### Nationalmannschaft

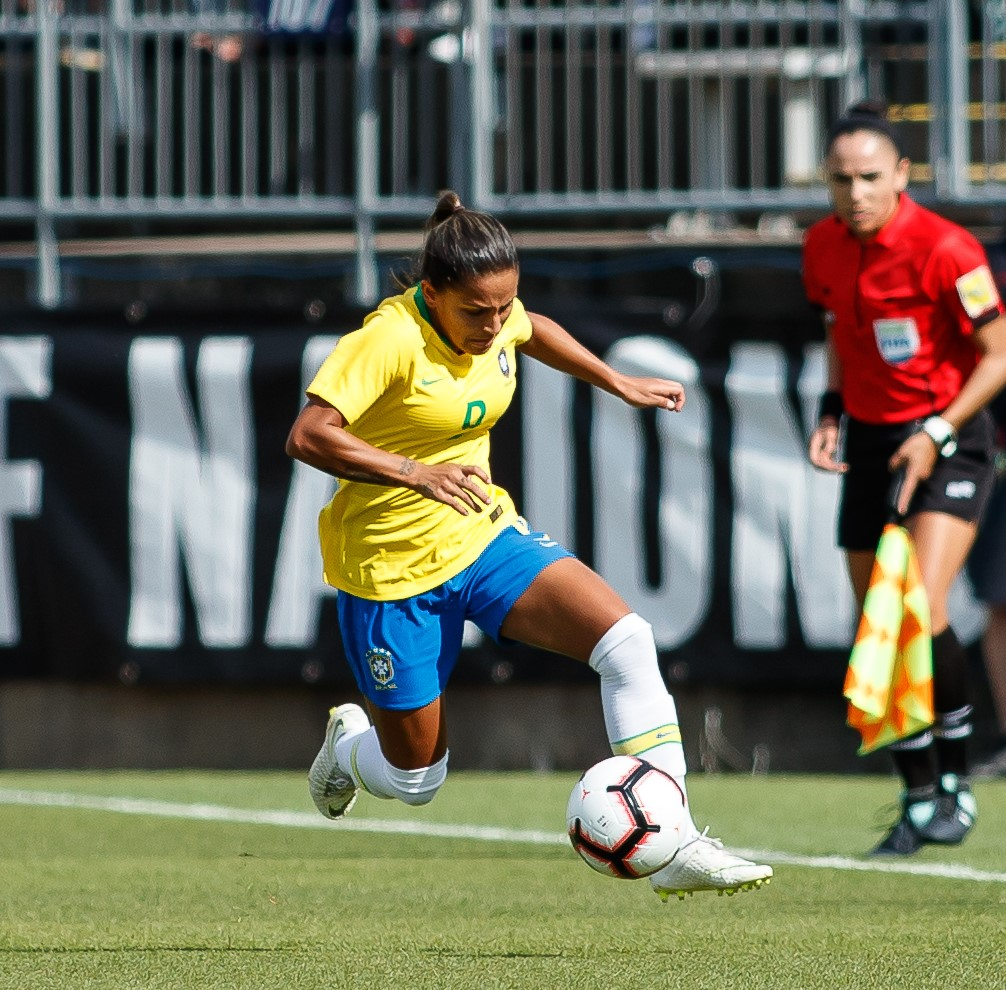
Debinha im Spiel gegen Japan am 29. Juli 2018

Debinha gehörte 2010 der brasilianischen Auswahl bei der U-20 Weltmeisterschaft in Deutschland an, wo sie zwei Tore erzielte. In der A-Nationalmannschaft debütierte sie am 18. Oktober 2011 beim 2:0-Sieg über Argentinien bei den Panamerikanischen Spielen 2011 in Guadalajara. Bereits bei ihrem zweiten Einsatz – an ihrem 20. Geburtstag – erzielte sie ihr erstes Länderspieltor. Für die Olympischen Spiele 2012 und die WM 2015 wurde sie nicht berücksichtigt. Sie gehörte aber dem Kader für die olympischen Sommerspiele 2016 in Rio de Janeiro an, wo die Brasilianerinnen nur Vierte wurden. Al Torschützin trat sie nur beim Elfmeterschießen im Viertelfinale gegen Australien in Erscheinung. Bei der WM 2019 wurde sie in den vier Spielen eingesetzt, blieb aber torlos und schied mit ihrer Mannschaft im Achtelfinale nach einer 1:2-Niederlage nach Verlängerung gegen Gastgeber Frankreich aus. Am 21. Februar 2021 bestritt sie beim SheBelieves Cup 2021 gegen die USA ihr 100. Länderspiel. Am 9. Juli 2022 erzielte sie beim 4:0-Sieg gegen Argentinien im ersten Gruppenspiel der Copa América der Frauen 2022 sieben Minuten nach ihrer Einwechslung ihr 50. Länderspieltor. Im Finale gegen Kolumbien erzielte sie per Elfmeter das einzige Tor des Spiels und sicherte ihrer Mannschaft damit die achte Südamerikameisterschaft. Mit insgesamt fünf Turniertoren war sie zusammen mit ihrer Mitspielerin Adriana zweitbeste Torschützin.
Am 27. Juni 2023 wurde sie für die WM-Endrunde nominiert. Bei der Endrunde gelang ihr bei der 1:2-Niederlage im zweiten Gruppenspiel gegen Frankreich der zwischenzeitliche Ausgleich. Durch ein torloses Remis im letzten Gruppenspiel gegen Jamaika schieden die Brasilianerinnen als Gruppendritte aus.
| Länderspieltore |       |            |                |                     |           |                |                                                          |
| Tor             | Spiel | Datum      | Ort            | Gegner              | Stand     | Endstand       | Anlass                                                   |
| #1              | 2     | 20.10.2011 | Guadalajara    | Costa Rica          | 1:0       | 2:1            | Pan Am 2011                                              |
| #2              | 5     | 27.10.2011 | Guadalajara    | Kanada              | 1:0       | 1:1; 3:4 i. E. | Pan Am 2011                                              |
| #3              | 11    | 16.12.2012 | São Paulo      | Dänemark            | 2:0       | 2:1            | Torneio Internacional 2012                               |
| #4              | 17    | 25.09.2013 | Savièse        | Mexiko              | 2:0       | 4:0            | Valais Cup 2013                                          |
| #5              | 17    | 25.09.2013 | Savièse        | Mexiko              | 3:0       | 4:0            | Valais Cup 2013                                          |
| #6              | 20    | 15.12.2013 | Brasília       | Schottland          | 2:0       | 3:1            | Torneio Internacional 2013                               |
| #7              | 20    | 15.12.2013 | Brasília       | Schottland          | 3:0       | 3:1            | Torneio Internacional 2013                               |
| #8              | 22    | 22.12.2013 | Brasília       | Chile               | 5:0       | 5:0            | Torneio Internacional 2013                               |
| #9              | 23    | 06.04.2014 | Brisbane       | Australien          | 1:0       | 1:0            | Freundschaftsspiel                                       |
| #10             | 26    | 10.12.2014 | Brasília       | Argentinien         | 1:0       | 4:0            | Torneio Internacional 2014                               |
| #11             | 28    | 18.12.2014 | Brasília       | China               | 3:0       | 4:1            | Torneio Internacional 2014                               |
| #12             | 33    | 01.12.2015 | Cuiabá         | Neuseeland          | 5:1       | 5:1            | Freundschaftsspiel                                       |
| #13             | 34    | 09.12.2015 | Natal          | Trinidad & Tobago   | 5:0       | 11:0           | Torneio Internacional 2015                               |
| #14             | 35    | 13.12.2015 | Natal          | Mexiko              | 3:0       | 6:0            | Torneio Internacional 2015                               |
| #15             | 36    | 16.12.2015 | Natal          | Kanada              | 2:0       | 2:1            | Torneio Internacional 2015                               |
| #16             | 38    | 02.03.2016 | Lagos          | Neuseeland          | 1:0       | 1:0            | Algarve-Cup 2016                                         |
| #17             | 44    | 23.07.2016 | Fortaleza      | Australien          | 1:1       | 3:1            | Freundschaftsspiel                                       |
| #18             | 53    | 11.12.2016 | Manaus         | Russland            | 2:0       | 4:0            | Torneio Internacional 2016                               |
| #19             | 53    | 11.12.2016 | Manaus         | Russland            | 4:0       | 4:0            | Torneio Internacional 2016                               |
| #20             | 54    | 14.12.2016 | Manaus         | Italien             | 3:1       | 3:1            | Torneio Internacional 2016                               |
| #21             | 55    | 18.12.2016 | Manaus         | Italien             | 5:3       | 5:3            | Torneio Internacional 2016                               |
| #22             | 61    | 16.09.2017 | Penrith City   | Australien          | 1:2       | 1:2            | Freundschaftsspiel                                       |
| #23             | 63    | 28.11.2017 | La Serena      | Chile               | 3:0       | 3:0            | Freundschaftsspiel                                       |
| #24             | 64    | 05.04.2018 | Coquimbo       | Argentinien         | 3:1       | 3:1            | Copa America 2018                                        |
| #25             | 65    | 07.04.2018 | Coquimbo       | Ecuador             | 7:0       | 8:0            | Copa America 2018                                        |
| #26             | 69    | 19.04.2018 | La Serena      | Argentinien         | 3:0       | 3:0            | Copa America 2018                                        |
| #27             | 71    | 26.07.2018 | Kansas City    | Australien          | 1:3       | 1:3            | Tournament of Nations 2018                               |
| #28             | 78    | 02.03.2019 | Nashville      | Japan               | 1:1       | 1:3            | SheBelieves Cup 2019                                     |
| #29             | 86    | 29.08.2019 | São Paulo      | Argentinien         | 3:0       | 5:0            | Uber International Tournament                            |
| #30             | 88    | 05.10.2019 | Middlesbrough  | England             | 1:0       | 2:1            | Freundschaftsspiel                                       |
| #31             | 88    | 05.10.2019 | Middlesbrough  | England             | 2:0       | 2:1            | Freundschaftsspiel                                       |
| #32             | 89    | 08.10.2019 | Kielce         | Polen               | 3:1       | 3:1            | Freundschaftsspiel                                       |
| #33             | 92    | 12.12.2019 | São Paulo      | Mexiko              | 2:0       | 6:0            | Freundschaftsspiel                                       |
| #34             | 93    | 15.12.2019 | Araraquara     | Mexiko              | 2:0       | 4:0            | Freundschaftsspiel                                       |
| #35             | 97    | 27.11.2020 | São Paulo      | Ecuador             | 1:0       | 6:0            | Freundschaftsspiel                                       |
| #36             | 97    | 27.11.2020 | São Paulo      | Ecuador             | 2:0       | 6:0            | Freundschaftsspiel                                       |
| #37             | 97    | 27.11.2020 | São Paulo      | Ecuador             | 5:0       | 6:0            | Freundschaftsspiel                                       |
| #38             | 98    | 01.12.2020 | São Paulo      | Ecuador             | 1:0       | 8:0            | Freundschaftsspiel                                       |
| #39             | 99    | 18.02.2021 | Orlando        | Argentinien         | 2:0       | 4:1            | SheBelieves Cup 2021                                     |
| #40             | 101   | 24.02.2021 | Orlando        | Kanada              | 1:0       | 2:0            | SheBelieves Cup 2021                                     |
| #41             | 104   | 21.07.2021 | Rifu           | Volksrepublik China | 2:0       | 4:0            | Olympische Spiele 2020                                   |
| #42             | 105   | 24.07.2021 | Rifu           | Niederlande         | 1:1       | 3:3            | Olympische Spiele 2020                                   |
| #43             | 108   | 17.09.2021 | Campina Grande | Argentinien         | 1:0       | 3:1            | Freundschaftsspiel                                       |
| #44             | 109   | 20.09.2021 | João Pessoa    | Argentinien         | 3:0       | 4:1            | Freundschaftsspiel                                       |
| #45             | 111   | 26.10.2021 | Sydney         | Australien          | 2:2       | 2:2            | Freundschaftsspiel                                       |
| #46             | 112   | 25.11.2021 | Manaus         | Indien              | 1:0       | 6:1            | Freundschaftsspiel                                       |
| #47             | 113   | 28.11.2021 | Manaus         | Venezuela           | 4:1       | 4:1            | Freundschaftsspiel                                       |
| #48             | 120   | 24.06.2022 | Kopenhagen     | Dänemark            | 1:1       | 1:2            | Freundschaftsspiel                                       |
| #49             | 121   | 28.06.2022 | Solna          | Schweden            | 1:0       | 1:3            | Freundschaftsspiel                                       |
| #50             | 122   | 09.07.2022 | Armenia        | Argentinien         | 4:0       | 4:0            | Copa América der Frauen 2022                             |
| #51             | 123   | 12.07.2022 | Armenia        | Uruguay             | 2:0       | 3:0            | Copa América der Frauen 2022                             |
| #52             | 124   | 18.07.2022 | Armenia        | Venezuela           | 3:0       | 4:0            | Copa América der Frauen 2022                             |
| #53             | 124   | 18.07.2022 | Armenia        | Venezuela           | 4:0       | 4:0            | Copa América der Frauen 2022                             |
| #54             | 127   | 30.07.2022 | Bucaramanga    | Kolumbien           | 1:0/Elfm. | 1:0            | Copa América der Frauen 2022                             |
| #55             | 129   | 05.09.2022 | Durban         | Südafrika           | 2:0       | 6:0            | Freundschaftsspiel (Afrikameister vs. Südamerikameister) |
| #56             | 129   | 05.09.2022 | Durban         | Südafrika           | 6:0       | 6:0            | Freundschaftsspiel (Afrikameister vs. Südamerikameister) |
| #57             | 130   | 11.11.2022 | São Paulo      | Kanada              | 1:2       | 1:2            | Freundschaftsspiel                                       |
| #58             | 132   | 16.02.2023 | Orlando        | Japan               | 1:0       | 1:0            | SheBelieves Cup 2023                                     |
| #59             | 136   | 29.07.2023 | Brisbane       | Frankreich          | 1:1       | 1:2            | WM-Gruppenspiel                                          |
| #60             | 138   | 28.10.2023 | Montreal       | Kanada              | 1:0       | 1:0            | Freundschaftsspiel                                       |
| #61             | 144   | 27.02.2024 | San Diego      | Panama              | 4:0       | 5:0            | CONCACAF W Gold Cup 2024                                 |

## Erfolge
Nationalmannschaft:
- Südamerikameisterin: 2018, 2022
- Silbermedaille bei den Panamerikanischen Spielen: 2011
- Gewinnerin des Torneio Internacional: 2011, 2012, 2013, 2014, 2015, 2016

Verein:
- Chinesische Meisterin: 2016
- Internationale Vereinsmeisterschaft: 2014
- CONMEBOL Copa Libertadores: 2014
- NWSL 2018, 2019
- NWSL Challenge Cup 2022

Auszeichnungen
- Torschützenkönigin der norwegischen Meisterschaft: 2014
- Torschützenkönigin der Staatsmeisterschaft von São Paulo: 2011[6]
- Samba Gold: 2022